# Marco Guida
Marco Guida (ur. 7 czerwca 1981 roku w Pompejach) – włoski sędzia piłkarski. Od 2014 roku sędzia międzynarodowy.

## Kariera sędziowska
W 2010 roku poprowadził swój pierwszy mecz w najwyższej klasie rozgrywek we Włoszech - Serie A. Jego pierwszy mecz w roli sędziego odbył się 31 stycznia 2010 roku pomiędzy zespołami AC ChievoVerona i Bologna FC 1909.
W 2014 roku został wpisany na listę sędziów FIFA.
Debiut w rozgrywkach kontynentalnych jako sędzia miał miejsce 17 lipca 2014 roku podczas meczu pomiędzy bułgarskim klubem Botew Płowdiw a austriackim klubem SKN St. Pölten w ramach drugiej rundy kwalifikacyjnej Ligi Europy UEFA.
W 2018 roku sędziował mecze w Chinese Super League.
Znalazł się w gronie sędziów na Mistrzostwa Europy w Piłce Nożnej 2024.